# Nasty Baby
Nasty Baby é um filme de drama chileno-estadunidense de 2015 dirigido e escrito por Sebastián Silva. Estrelado por Kristen Wiig, Sebastián Silva e Tunde Adebimpe, estreou no Festival Sundance de Cinema em 24 de janeiro.

## Elenco
- Kristen Wiig - Polly
- Sebastián Silva - Freddy
- Tunde Adebimpe - Mo
- Reg E. Cathey
- Mark Margolis - Richard
- Agustín Silva - Chino
- Alia Shawkat - Wendy
- Lillias White - Cecilia